# Občina Logatec
Občina Logatec je ena od občin v Republiki Sloveniji, 25 km jugozahodno od Ljubljane z okoli 14.500 prebivalci. Središče občine je v Logatcu, ki je daleč največje naselje v občini s približno 10.000 prebivalci. Deli se na naslednje krajevne skupnosti:
- Krajevna skupnost Tabor obsega naselja: del Logatca (Gorenji Logatec), Grčarecvec, Kalce in Žibrše; v njej je tudi Osnovna šola Tabor-Logatec
- Krajevna skupnost Naklo obsega osrednji del Logatca in del Zaplane
- Krajevna skupnost Laze-Jakovica obsega ti dve naselji
- Krajevna skupnost Log-Zaplana obsega del naselja Petkovec in del Zaplane
- Krajevna skupnost Rovte obsega naselja Rovte, Petkovec in Praprotno Brdo
- Krajevna skupnost Trate obsega naselji Medvedje Brdo in Rovtarske Žibrše
- Krajevna skupnost Vrh sv. Treh Kraljev obsega naselja Hleviše, Hlevni Vrh, Lavrovec in Vrh sv. Treh Kraljev
- Krajevna skupnost Hotedršica obsega naselja Hotedršica, Novi Svet, Ravnik pri Hotedršici in Žibrše (del pošta Hotedršica)

## Naselja v občini
Grčarevec, Hleviše, Hlevni Vrh, Hotedršica, Jakovica, Kalce, Lavrovec, Laze, Logatec, Medvedje Brdo, Novi Svet, Petkovec, Praprotno Brdo, Ravnik pri Hotedršici, Rovtarske Žibrše, Rovte, Vrh sv. Treh Kraljev, Zaplana, Žibrše